# Armée du Turkestan
L’armée du Turkestan (en russe : Туркестанская армия) ou l’armée de la région transcaspienne (Войска Закаспийской области) est une unité militaire des Forces Armées du Sud de la Russie lors de la guerre civile russe formée le 22 janvier 1919 sur décret du lieutenant général Dénikine. Avec le soutien de la mission militaire britannique au Turkestan (sous les ordres du général major Wilfrid Malleson (en)) l’armée lutte contre les forces bolchéviques en transcaspienne.

## Historique
L’armée du Turkestan s'appuie sur les troupes regroupées par le Gouvernement transcaspien et bénéficie du soutien des troupes antibolchéviques du khanat de Khiva (environ 12 000 hommes). Son objectif est de marcher sur Tachkent et Verniy (Almaty) à partir de Krasnovodsk (Türkmenbaşy).
Cependant en mai-juillet 1919 des unités de l’Armée rouge prennent l’initiative. Le 21 mai, elles occupent Baýramaly, le 23 mai — Mary, le 24 mai — Kouchka, le 7 juillet — Tejen et le 9 juillet — Achgabat. Les troupes de l’armée du Turkestan sont repoussées vers la côte de la mer Caspienne. Le 19 octobre 1919, subissent une lourde défaite vers le village d’Aydyn : 1 000 soldats se rendent et sont faits prisonniers. L’armée du Turkestan est pratiquement entièrement anéantie vers Kazan-Djika lors de combats du 2 au 7 décembre 1919.
La désignation du lieutenant général Kazanovitch à la tête de l’armée ne parvient pas à enrayer les défaites qui se succèdent les unes après les autres. Début 1920, les restes de l’armée sont regroupés et encerclés par les Rouges vers Krasnovodsk. Le 6 février 1920, les survivants sont évacués de Krasnovodsk vers le Daghestan à bord des navires de la flottille de la Caspienne et la ville tombe aux mains de l’Armée rouge. Un petit groupe est évacué sur des navires britanniques vers la Perse (Iran).
Le Turkestan occidental est aux mains des bolchéviques, qui deux mois plus tard affirment leur pouvoir dans la région de Semiretchie au Turkestan oriental.

## Commandants
- Lieutenant général I.V. Savitski, 10.04—22.07.1919 ;
- Lieutenant général A.A. Borovski, 22.07—08.10.1919 ;
- Lieutenant général B.I. Kazanovitch, octobre 1919 — février 1920 ;

## Composition
Effectifs au 1er mai 1919 :
- Division générale d’infanterie de Transcaspienne (général major Lazarev) :
  - 1er régiment (923 hommes, 7 mitrailleuses),
  - Régiment du Turkestan (952 hommes, 15 mitrailleuses),
  - Division à cheval du Daghestan (297 hommes, 3 mitrailleuses),
  - Bataillon de réserve (76 hommes),
  - Sotnia à cheval d’Ossétie (68 hommes, 1 mitrailleuse),
  - Division de partisans à cheval (107 hommes, 7 mitrailleuses),
  - Divisions artillerie du Caucase (2 pièces) et de Transcaspienne (4 pièces),
  - Compagnie de sapeurs (72 hommes),
  - Détachement des chemins de fer de Kizil-Arvat (144 hommes, 4 mitrailleuses)
  - 5 trains blindés (« Dozorny », « Général Kornilov », « Partisan », « Trois Mousquetaires » et « Groza »).
  - Effectifs de la division : 2095 (2051) hommes, 472 (562) cavaliers, 37 mitrailleuses et 6 (8) pièces d’artillerie.
- Division de tirailleurs du Turkestan (général major Litvinov) ;
- Division de cavalerie (général major Oraz-Khan-Serdar).

En tout près de 9 000 hommes (dont 2 000 à cheval).